# Mencio (libro)
Il Mencio (孟子, Mèngzǐ) è uno dei testi fondamentali del pensiero confuciano, attribuito al filosofo cinese Mencio (372-289 a.C.). Quest'opera raccoglie dialoghi e discussioni filosofiche che approfondiscono temi relativi alla natura umana, alla moralità e alla politica, e ha avuto un impatto significativo sulla cultura e sulla filosofia cinese.
Il "Mencio" rimane un testo fondamentale della filosofia cinese, continuando a influenzare la cultura, la politica e la spiritualità della Cina contemporanea. Le sue riflessioni sulla natura umana, sul governo e sull'educazione morale offrono spunti di riflessione anche per il mondo moderno.

## Contenuto e Struttura
L'opera è suddivisa in sette libri, che contengono discorsi tra Mencio e vari sovrani, intellettuali e discepoli. Mencio, attraverso queste conversazioni, espone le sue teorie sulla virtù, sulla natura umana e sull'arte di governare. Rispetto agli "Analecta" di Confucio, il "Mencio" presenta discussioni più articolate e argomentazioni più complesse.

## Principali dottrine
- Natura umana: Mencio crede che la natura umana sia intrinsecamente buona. Secondo lui, ogni individuo possiede delle inclinazioni naturali verso la benevolenza (仁), la rettitudine (義), la cortesia (禮) e la saggezza (智). La malvagità, quindi, non è connaturata all’essere umano, ma è il risultato di influenze esterne, come la corruzione sociale e l'ignoranza.[1]
- Arte di governare: Mencio sottolinea l'importanza di un governo che ponga al centro il benessere del popolo. Un sovrano giusto deve essere in sintonia con le necessità dei suoi sudditi, promuovendo politiche che favoriscano la prosperità e la pace. Mencio critica severamente i governanti che ignorano le necessità del popolo e sostiene che l'oppressione sociale possa minare la stabilità del regno.[2]
- Educazione morale: Secondo Mencio, l'educazione è il mezzo fondamentale per sviluppare e affinare le virtù innate dell'individuo. Mencio si oppone a un’educazione puramente basata sulla memorizzazione e promuove l'importanza di insegnare ai giovani a coltivare il pensiero critico, l’autosufficienza morale e la consapevolezza etica.[1]

## Influenza storica
Le idee di Mencio furono molto influenti nella Cina imperiale, soprattutto durante la dinastia Han, quando la sua filosofia venne integrata nel pensiero ufficiale del governo. Le sue dottrine sulla bontà umana e sulla giustizia del governo furono adottate come linee guida per la governance, con l'opera che venne inclusa nei "Quattro Libri" (Sì Shū), che costituivano il nucleo dei testi confuciani studiati durante gli esami imperiali.

## Traduzioni e Studi
Il "Mencio" è stato tradotto in molte lingue, rendendolo accessibile a un pubblico globale. In Italia, una delle prime traduzioni risale al 1945, curata da Luciana Magrini-Spreafico. Il testo continua ad essere studiato da filosofi, storici e studiosi di religioni per la sua importanza nel contesto del pensiero cinese e delle sue implicazioni etiche e politiche.